# Jesus Christ Superstars
Jesus Christ Superstars je studijski album skupine Laibach, ki je izšel leta 1996 pri založbi Mute Records. Album je kolekcija lastnih skladb in priredb z versko tematiko. V nasprotju s predhodnimi albumi, vsebuje Jesus Christ Superstars več kitarskega zvoka, ki nakazuje pripadnost skupine industrialnemu metalu.

## Seznam skladb
| Št. | Naslov                                                     | Dolžina |
| --- | ---------------------------------------------------------- | ------- |
| 1.  | „God Is God‟ (Ben Watkins, Nick Burton)                    | 3:43    |
| 2.  | „Jesus Christ Superstar‟ (Andrew Lloyd Webber, Tim Rice)   | 5:45    |
| 3.  | „Kingdom of God‟ (Slavko Avsenik Jr., Chris Bohn, Laibach) | 5:37    |
| 4.  | „Abuse and Confession‟ (Avsenik, Bohn, Laibach)            | 6:14    |
| 5.  | „Declaration of Freedom‟ (Laibach, Bohn)                   | 5:33    |
| 6.  | „Message from the Black Star‟ (Laibach, Bohn)              | 5:50    |
| 7.  | „The Cross‟ (Prince)                                       | 4:54    |
| 8.  | „To the New Light‟ (Avsenik, Bohn, Laibach)                | 5:00    |
| 9.  | „Deus Ex Machina‟ (Laibach)                                | 4:00    |

## Osebje
- Slavko Avsenik mlajši – aranžmaji
- Barbara Kafol, Blaž Tomšič, Bornt Soban, Edo Strah, Francka Šenk, Janez Banko, Janja Dragan, Matjaž Prah, Peter Beltram, Polona Česarek, Studio CD Choir, Tamara Avsenik, Igor Hodak, Primož Jovan – spremljevalni vokali
- Andrei Samsonov – klarinet
- Gregor Zemljič – programiranje
- Monti – bobni
- Peter Penko – programiranje, kitara
- Felix Casio – sintetizator
- Andy Wright – klavir (2)
- Melina Todorovska – angleški rog (3)

### Produkcija
- Oblikovanje: Slim Smith, Laibach
- Inženir: Silvester Žnidaršič
- Mastering: Mandy Parnell
- Mix: Alan Moulder, Kevin Paul, Simon Morris